# Museo de Jarramplas
El Museo de Jarramplas es una institución pública del pueblo de Piornal (Cáceres). Es de titularidad estatal y su gestión está transferida a la Junta de Extremadura. Presenta todo lo relacionado con la fiesta de Jarramplas, considerada Fiesta de Interés Turístico Nacional, los días 19 y 20 de enero. Fue inaugurado en enero de  2016, días antes de que se celebrara la fiesta de Jarramplas.  Este museo fue creado para hacer homenaje a una de las fiestas invernales características de la península ibérica. Inspirado únicamente en la figura del personaje, este museo está compuesto por numerosas máscaras de Jarramplas,  que las familias han ido preservando en las últimas décadas, además de las armaduras y los demás componentes que forman el traje completo de este personaje.  

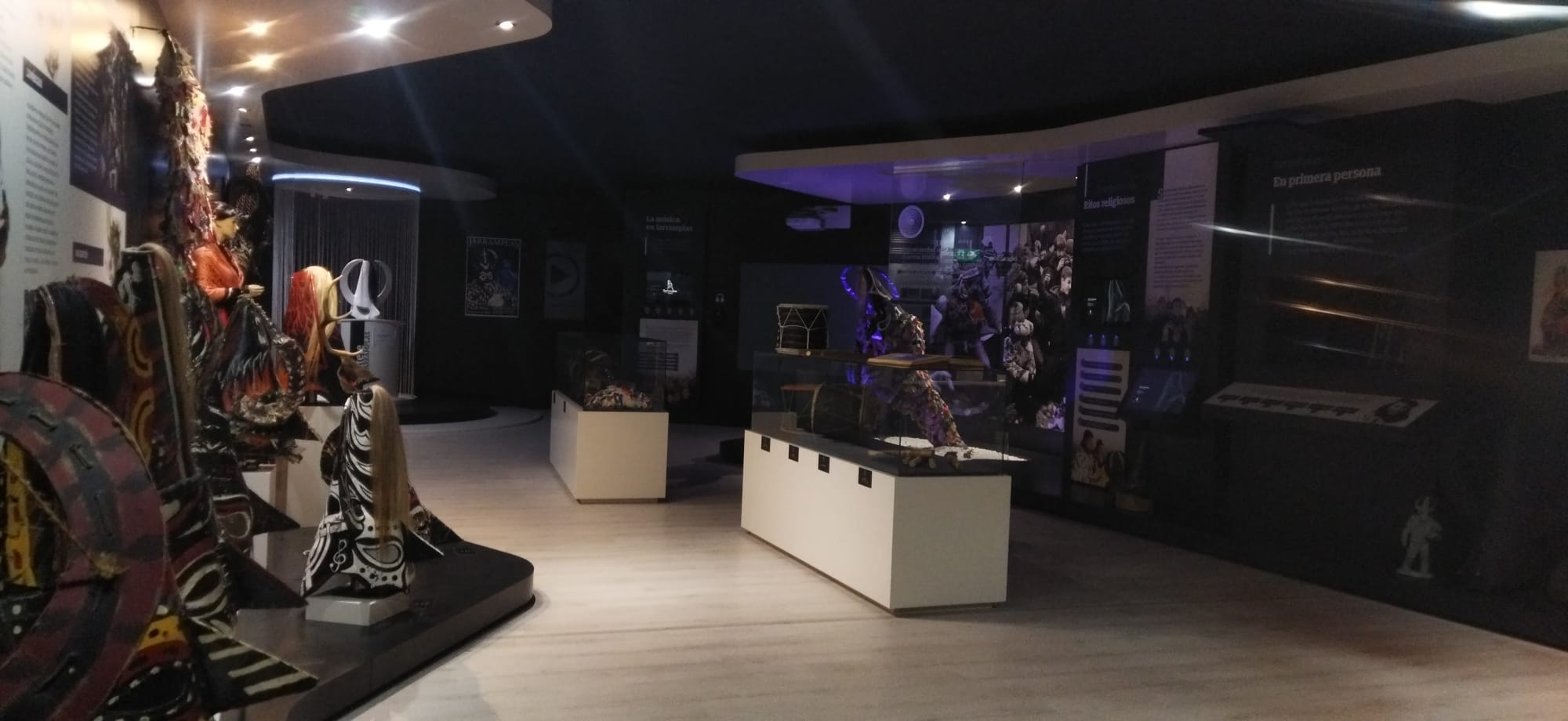
Museo de Jarramplas, plano general.

## Historia
En Piornal, el pueblo más alto de Extremadura, situado al norte de Cáceres, entre las comarcas del Valle del Jerte y de La Vera, se encuentra el Museo de Jarramplas.  Un pueblo qué surgió como poblado de ganaderos a principios del siglo XIII, y que en la actualidad consta de unos 1.500 habitantes. Con motivo de esta fiesta, en el año 2016, fue inaugurado por Francisco Martín, director general de Turismo de la Junta de Extremadura. El objetivo principal  de la creación de este museo es que la fiesta no solo sea conocida los días 19 y 20 de enero, sino que todo aquel que visite el pueblo conozca qué y quién es Jarramplas y todo lo que este conlleva.  Un personaje histórico cuyo origen es incierto. Desde ritos ancestrales relacionados con las mitológicas luchas entre Hércules y Cacos, ceremonias que contemplan los conquistadores en su viaje de América, quizás un guerrero o un mártir cristiano, la teoría de un posible ladrón de ganado, o quién sabe, podría ser hasta el propio demonio. Sea como fuere, Jarramplas encarna una fiesta en la que se representa el triunfo del bien sobre el mal, y que durante los días 19 y 20 de enero deambula por las calles de Piornal.

## Exposiciones

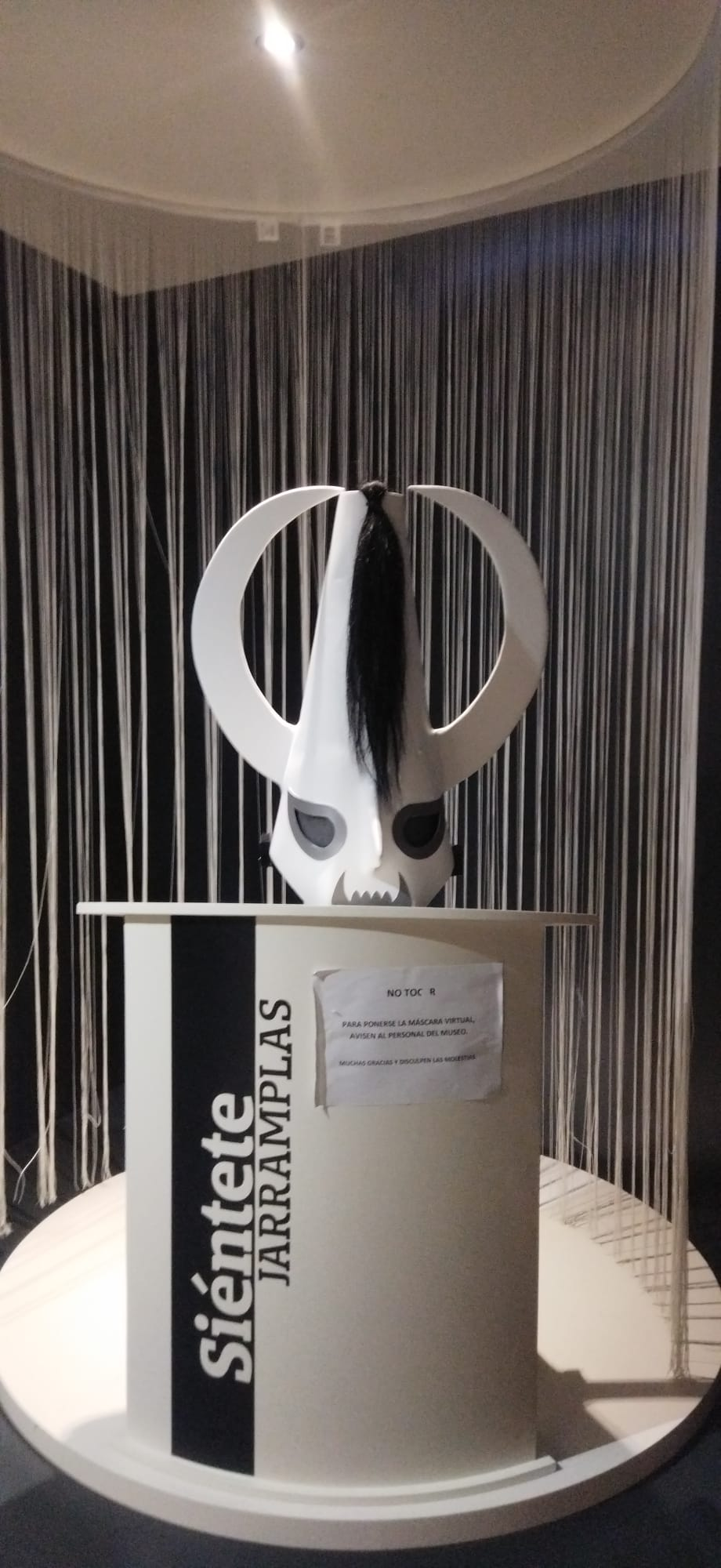
Máscara de realidad virtual.

El Museo de Jarramplas cuenta con una recopilación de objetos propios de la  fiesta.  Desde la máscara, la armadura, el traje, el tamboril, hasta las cachiporras, instrumento que se usa para tocar el tamboril; cada uno de ellos y la evolución que han tenido a lo largo de los años. 
Se trata de un museo muy visual, aunque cuenta con paneles interactivos que muestran al completo el significado de la fiesta:  
- Dualidad y San Sebastián. La dualidad en el ritual. 
- Orígenes de Jarramplas. 
- San Sebastián. Ritos Religiosos. 
- La música en Jarramplas. 
- Indumentaria de Jarramplas. Elaboración. 
- Jarramplas en primera persona.  
Una de las partes fundamentales de este museo es su maqueta a tamaño natural de Jarramplas, en la que podemos observar la posición más típica y simbólica del personaje. Una presencia interactiva que nos traslada a los días 19 y 20 de enero. Otro elemento  de este museo es la máscara de realidad virtual, con la que se puede  experimentar  en primera persona lo que siente este personaje cuando recibe el lanzamiento de miles de nabos. Un sentimiento, que solo los que han podido vivir la experiencia saben. Además, cuenta con una sala audiovisual, con una  capacidad de  alrededor de 50 personas, compuesta por una pantalla de grandes dimensiones, en la que se proyecta un video en 3D que muestra en qué consiste la fiesta y lo que significa para los piornalegos y piornalegas, gentilicio que se usa para nombrar a los habitantes de Piornal.

### Máscaras y su elaboración
La máscara es un elemento llamativo y característico de la figura de Jarramplas y es que para los piornalegos y piornalegas a que representa el triunfo del bien sobre el mal.  
El Museo está formado por once máscaras, que abarca desde los años 80 hasta la actualidad y donde se ve como ha evolucionado su construcción. Las primeras máscaras estaban formadas por capas de cartón, el material más accesible y económico en aquellos tiempos. Estas eran cosidas a mano. Con los años, el material empleado ha ido evolucionando. En la actualidad, se elaboran en torno a cinco máscaras por año. El proceso se inicia con el diseño de la careta y del cucurucho de cartón duro para hacer el molde. A continuación se les da un baño en fibra de vidrio , dando lugar a la estructura básica de la máscara, a la que se le añadirá elementos como la nariz,  las crines de caballo, los cuernos y algún que otro objeto que el diseñador considere. Este proceso finaliza con la pintura, un paso imprescindible, ya que cada máscara es única y diferente cada año.

### Tamboriles

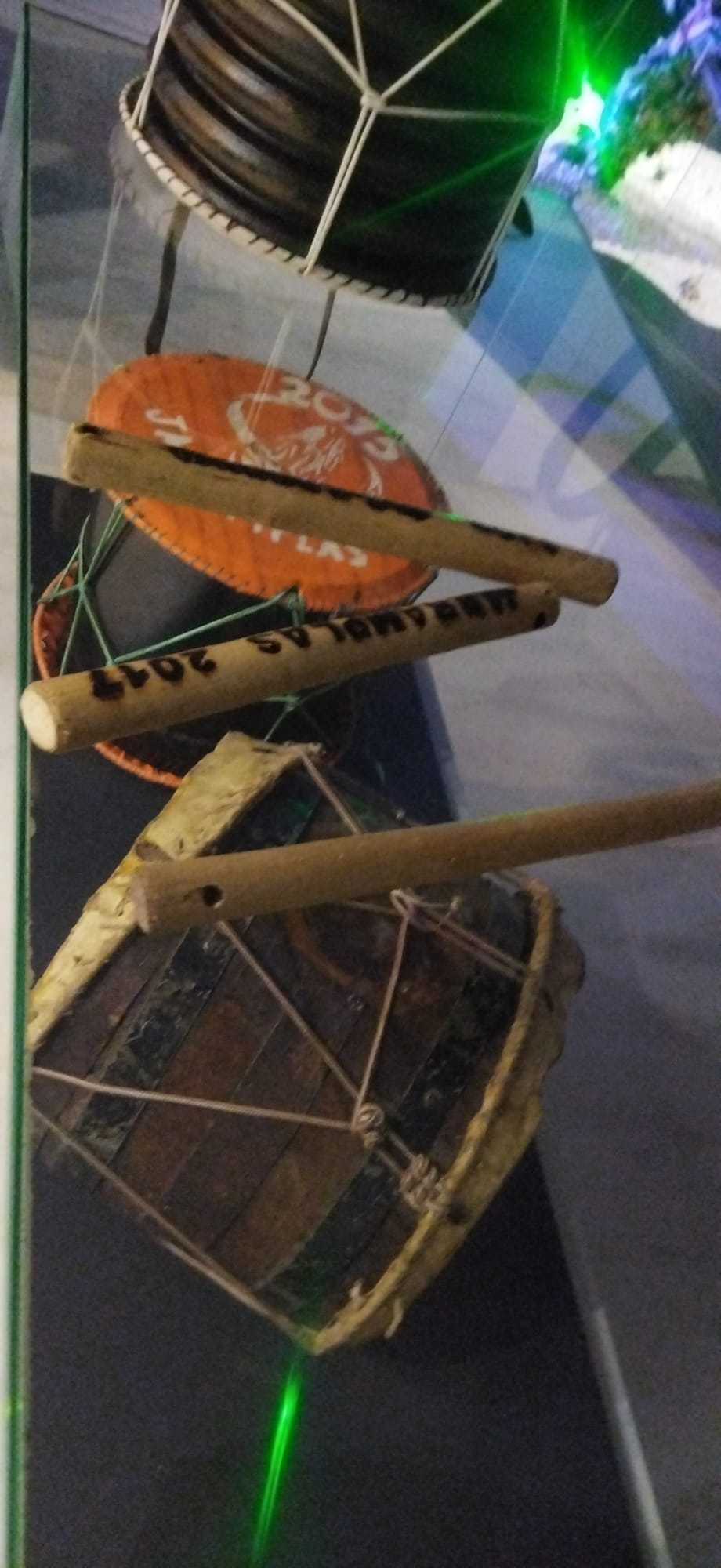
Tamboriles y cachiporras

El Museo cuenta con varios tamboriles de exposición, algunos más reciente que otros. Se trata de un instrumento muy especial en este ritual.  Durante la fiesta los Jarramplas suelen utilizar dos: uno para usarlo durante el rito de Petición de ofrendas, en el  Regocijo y en las Rondas y otro que se usará cuando el Jarramplas sale a la calle y recibe la lluvia de miles de nabos, y en los ritos como  La Rosca ( canto de ofrenda que se interpreta nada más acabar la Misa Mayor del día 20 de enero por un grupo de mujeres y un niño que es reconocido como "el niño que repite") y en la Alborada (canto religioso que más se repite en la fiesta, y que es iniciada por un grupo de mujeres y continuada por las personas que asisten al acto), en la Bajada y Subida del Santo al Trono, Procesión y Besapié (consiste en besar al Santo ofreciendo un donativo económico). El material que se usaba en un principio era la madera con pieles de animales. Ahora, el soporte cilíndrico es de  policlorulo de vinilo, y en lugar de piel, se usa tela de saco en la membrana.

### Cachiporras
En este museo no pueden faltar las cachiporras, y es que el tamboril de Jarramplas siempre va acompañado de este  instrumento musical, cuyo fin es que el tamboril no deje de sonar durante la fiesta. Cada  año se fabrican varias decenas, ya que cuando el personaje sale a la calle las suele perder, bien por el impacto de los nabos o porque las lanza a la gente a modo de defensa. En cuanto a su composición, lo primero que hay que hacer es elegir ramas, preferiblemente de roble y castaño, de un tamaño más o menos grueso y cortarlas a un tamaño estándar. A continuación se pelan con el fin de quitarle toda la corteza. Hace unos años se comenzó a grabar la madera con la palabra Jarramplas y el año correspondiente.

### Traje

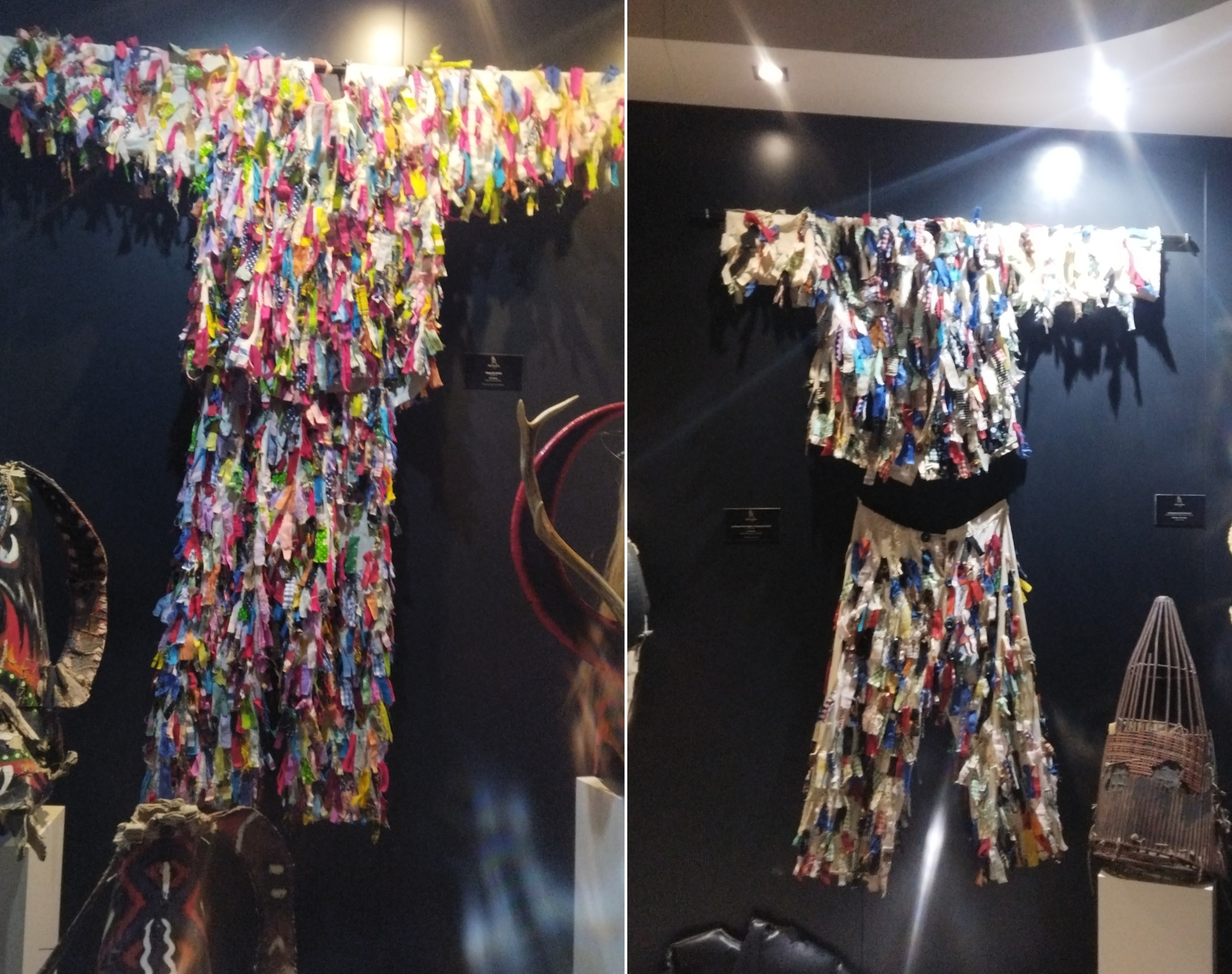
Trajes de Jarramplas. A la derecha podemos ver un traje actual, mientras que en la izquierda es un traje antiguo.

El museo cuenta con dos trajes típicos de Jarramplas, con algunas diferencias entre ellos. En la actualidad, la vestimenta está  
elaborada sobre loneta blanca. Con ella se confeccionan una chaqueta y un pantalón de  grandes dimensiones; ya que cubrirá la armadura, una protección imprescindible para la persona que se viste ya que gracias a ella, se amortizan los golpes de los nabos. El traje, confeccionado por las madres y mayordomas del Jarramplas, está cubierto por miles de cintas multicolores. Pero hace unas décadas el material que se usaba para fabricar esta indumentaria era la estopa, y en vez de cubrir el traje de cintas, se usaban restos de tela desechada.

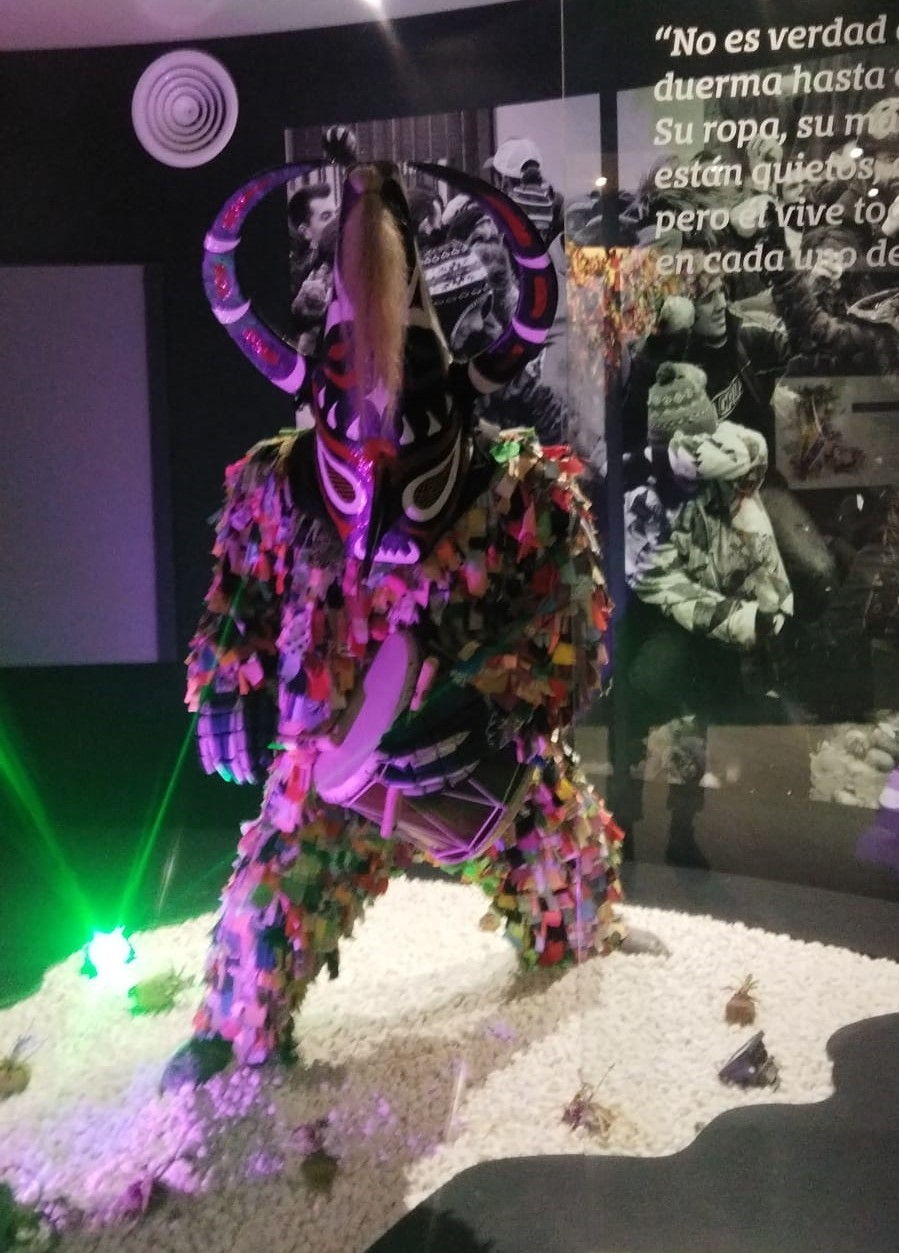
Maqueta en tamaño real de Jarramplas

### Otros elementos
No siempre han sido así los elementos que forman  la figura de Jarramplas. Antes de  los años ochenta del siglo pasado, las protecciones que se usaban para amortiguar los golpes de los nabos eran apenas chaquetas y pantalones de pana. A partir de estos años, esta protector fue sustituido por una estructura de hierro. Más tarde, se pasó del hierro a la fibra de vidrio. En 2015 se cambió por la fibra de carbono, reduciendo así el peso, aunque actualmente se siguen usando también las armaduras de fibra de vidrio. En el museo aún se conserva este tipo de indumentaria.
Otros elementos que podemos observar en el museo son guantes, espinilleras y otras protecciones de codos, rodillas y zona genital.